# Clostridium botulinum
Clostridium botulinum es el nombre de una especie de bacilo Gram positivo anaerobio que se encuentra por lo general en la tierra y es productor de la toxina botulínica, el agente causal del botulismo. Estos microorganismos tienen forma de varilla y se desarrollan mejor en condiciones de escasa presencia de oxígeno. Las bacterias forman esporas que les permiten sobrevivir en un estado latente hasta ser expuestas a condiciones favorables para sostener su crecimiento. La espora es ovalada y subterminal. Es móvil por poseer flagelos peritricos, no produce cápsula, y es proteolítica y lipolítica. Son miembros del género Clostridium. Uno de los grupos más numerosos entre las formas Gram positivas (C. botulinum) fue descubierta y aislada en 1896 por Emile van Ermengem.
Hay ocho tipos de toxinas botulínicas designadas por las letras A hasta la H; Clostridium botulinum es un organismo de agua con un alto grado de salinidad, sus esporas pueden sobrevivir en la mayoría de los ambientes y son difíciles de destruir, incluso a la temperatura de ebullición del agua a nivel del mar, de modo que muchos enlatados son hervidos a altas presiones para destruir dichas esporas.
El botulismo es una enfermedad de declaración obligatoria. Puede aparecer en cualquier alimento de origen animal o vegetal, siendo las conservas, especialmente las caseras, los lugares en donde aparece prácticamente la totalidad de los brotes. Las latas de conserva deformadas que sueltan gas al abrirse es más que probable que estén contaminadas por C.botulinum, aunque esto no es un factor determinante.
La proliferación de la bacteria y la formación de su esporas, pueden ser prevenidas estableciendo medios ácidos, una alta concentración de azúcar disuelto, altos niveles de oxígeno o poca humedad, disecando el producto o por medio de una combinación de azúcar, concentración y gelificantes que hagan que el agua no esté "disponible" (siguiendo las mediciones de actividad de agua,  Aw). Un medio de baja acidez, como por ejemplo los vegetales enlatados como las judías verdes, que no hayan sido calentados lo suficiente para destruir las esporas, puede proveer un medio libre de oxígeno que le permita a las esporas crecer y producir la toxina. Por el contrario, los tomates o salsas si son lo suficientemente ácidos pueden prevenir esos crecimientos, y aun si las esporas estuviesen presentes, no representarían un peligro para los consumidores. La miel, el jarabe de maíz y otros edulcorantes pueden contener esporas, pero éstas no pueden crecer en una solución con alta concentración de azúcar; sin embargo, cuando un edulcorante se diluye en el ambiente de baja concentración de azúcares y de baja acidez como lo es el jugo gástrico de un infante, las esporas pueden crecer y producir la toxina. Tan pronto como los recién nacidos comienzan a ingerir alimentos sólidos, el jugo gástrico se vuelve demasiado ácido para que la bacteria crezca. En neonatos, la enfermedad puede ser secundaria a la colonización del colon por Clostridium botulinum.

## Usos
En la industria alimentaria juega un papel perjudicial ya que la espora de esta bacteria es termorresistente y puede sobrevivir a periodos de calor intenso incluso durante varias horas de esterilización. La cepa de Clostridium botulinum es usada para la preparación de toxina botulínica para fines cosméticos, usado principalmente para paralizar de manera selectiva los músculos y temporalmente aliviar las arrugas faciales de origen dinámico. Además, esta cepa de carácter estético tienen otros usos médicos, tales como el tratamiento del dolor facial severo como el causado por neuralgia del trigémino.

### Bioarmamento
Con la producción de la toxina botulínica por Clostridium botulinum se teme la posible producción de armas biológicas por ser ésta tan potente que solamente 75 nanogramos serían suficientes para matar a una persona, asumiendo que la persona pese 75 Kg;  A modo comparativo la cuarta parte del peso de un grano de arena es la dosis letal para un humano y 1 kilo sería suficiente para matar a toda la población humana.

## Patogenia
La bacteria produce la toxina botulínica únicamente en ambientes altamente deficientes de oxígeno y cuyo pH no sea muy ácido (mayor de 4.6), razón por la cual es más frecuente encontrarla en alimentos enlatados o cerrados. Cada uno de los siete subtipos del C. botulinum produce una toxina botulínica diferente. En los Estados Unidos, por ejemplo, los brotes son producidos principalmente debido a los subtipos A y B por ingesta de la toxina botulínica preformada, o del tipo E, el cual se encuentra predominantemente en pescados. Estos subtipos son identificados con letras desde la A hasta la G. Los subtipos C y D no son patógenos humanos. La temperatura óptima para los tipos A y B es 35-40 °C y un pH mínimo de 4,8, tomando 5 minutos a 100 °C para matar estos subtipos. La temperatura óptima para el tipo E es 18-25 °C y un pH mínimo de 5,0, tomando 0.1 minutos a 100 °C para matar este subtipo de C. botulinum. 
De forma general, se puede decir que la patogenia comienza cuando el individuo consume la bacteria y/o su toxina con el alimento, en cualquier caso la acción patógena la ejerce la toxina y no la bacteria. Las toxinas entran inactivas en el organismo y necesitan la acción de proteasas endógenas de este para activarse. A través de circulación sanguínea llegan a las terminaciones neuromusculares, donde bloquean la liberación de Acetilcolina, lo que impide a los músculos contraerse y produce una parálisis flácida, es decir, una parálisis en la que los músculos no están contraídos, sino relajados.
Las cepas de C. botulinum que no producen la toxina botulínica son referidas como Clostridium sporogenes. Las especies son filogenéticamente indistinguibles, por lo que el C. sporogenes es a menudo usado como un modelo para el estudio de subtipos tóxicos.